# 톤델라

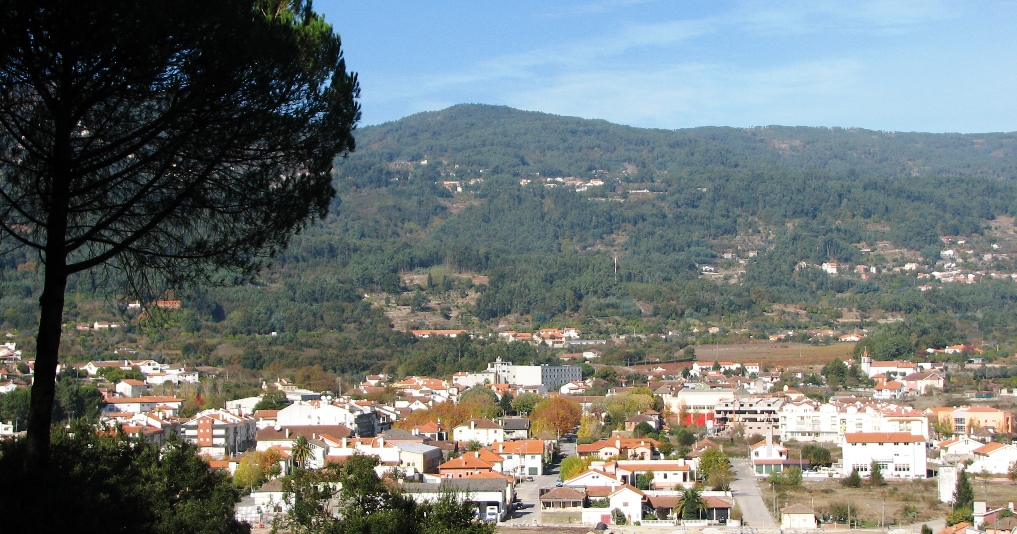
톤델라

톤델라의 위치

톤델라(포르투갈어: Tondela)는 포르투갈 비제우 현에 위치한 도시로 면적은 371.22km2, 인구는 28,946명(2011년 기준), 인구 밀도는 78명/km2이다.

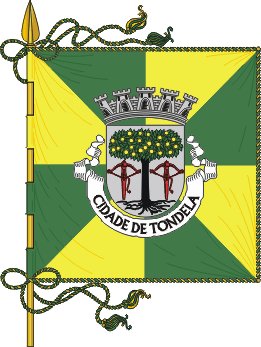
시기
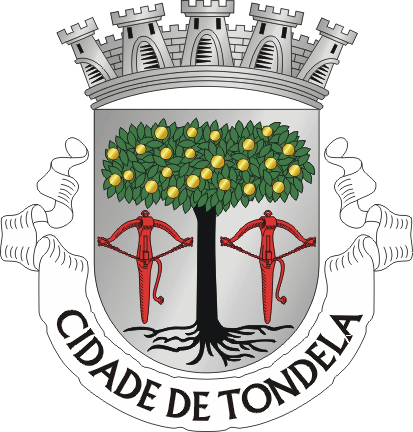
시 문장